# العلاقات الزيمبابوية الكوبية
العلاقات الزيمبابوية الكوبية هي العلاقات الثنائية التي تجمع بين زيمبابوي وكوبا.

## مقارنة بين البلدين
هذه مقارنة عامة ومرجعية للدولتين:
| وجه المقارنة                                              | زيمبابوي | كوبا                              |
| --------------------------------------------------------- | --- | --------------------------------- |
| المساحة (كم2)                                             | 390.76 ألف | 109.88 ألف                        |
| عدد السكان (نسمة)                                         | 16.53 مليون | 11.48 مليون                       |
| الكثافة السكانية (ن./كم²)                                 | 42.3 | 104.48                            |
| العاصمة                                                   | هراري | هافانا                            |
| اللغة الرسمية                                             | لغة إنجليزية، اللغة الشونا، النديبيلية الشمالية ‏، لغة الشيشيوا، Barwe ‏، Kalanga language ‏، Tshwa language ‏، النداو ‏، اللغة التسونجا، لغة الإشارة الزيمبابوية ‏، اللغة السوتية، تونغا ‏، اللغة التسوانية، اللغة الفيندية، اللغة الكوسية | اللغة الإسبانية                   |
| العملة                                                    | دولار أمريكي | بيزو كوبي، بيزو كوبي قابل للتحويل |
| الناتج المحلي الإجمالي (بليون دولار)                      | 17.85 مليار | 87.13 مليار                       |
| الناتج المحلي الإجمالي (تعادل القوة الشرائية) بليون دولار | 27.88 مليار |                                   |
| الناتج المحلي الإجمالي الاسمي للفرد دولار أمريكي          | 924 |                                   |
| الناتج المحلي الإجمالي للفرد دولار أمريكي                 | 1.79 ألف |                                   |
| مؤشر التنمية البشرية                                      | 0.509 | 0.769                             |
| رمز المكالمات الدولي                                      | +263 | +53                               |
| رمز الإنترنت                                              | .zw | .cu                               |
| المنطقة الزمنية                                           | ت ع م+02:00 | 00                                |

## منظمات دولية مشتركة
يشترك البلدان في عضوية مجموعة من المنظمات الدولية، منها:
| علم المنظمة | اسم المنظمة                                 | تاريخ انضمام زيمبابوي | تاريخ انضمام كوبا |
| ----------- | ------------------------------------------- | --------------------- | ----------------- |
|             | مجموعة دول أفريقيا والكاريبي والمحيط الهادئ | ?                     | ?                 |
|             | الأمم المتحدة                               | 25 أغسطس 1980         | 24 أكتوبر 1945    |
|             | منظمة التجارة العالمية                      | ?                     | ?                 |
|             | منظمة الشرطة الجنائية الدولية               | ?                     | ?                 |
|             | الاتحاد الدولي للاتصالات                    | 10 فبراير 1981        | 16 يناير 1918     |
|             | الاتحاد البريدي العالمي                     | ?                     | ?                 |
|             | منظمة حظر الأسلحة الكيميائية                | ?                     | ?                 |
|             | يونسكو                                      | 22 سبتمبر 1980        | 29 أغسطس 1947     |

## وصلات خارجية
- موقع وزارة الخارجية الزيمبابوية
- موقع وزارة الخارجية الكوبية